# Frente Popular para o Renascimento Nacional
Frente Popular para o Renascimento Nacional (em francês:  Front populaire pour la renaissance nationale, FPRN) é um grupo rebelde que operou na área de Tissi, local de entroncamento das fronteiras da República Centro-Africana, Chade e Sudão.
Foi fundado em 2001 por Adoum Yacoub ‘Kougou’, um veterano dos grupos armados de oposição do Chade. O grupo começou a combater na área de Darfur conjuntamente com o Movimento de Libertação do Sudão durante a Guerra do Darfur. Durante a maior parte de sua existência, operou no sudeste do Chade. É principalmente composto por habitantes de Ouaddaï, mas também tem combatentes massalites e tamas. Seus combatentes são considerados como tendo experiência militar significativa. 

## Atividade
Em 2001, o grupo foi formado e começou a combater ao lado de Movimento de Libertação do Sudão em Darfur Ocidental, mas foi repelido pelas Forças Armadas Sudanesas para o território chadiano.
No final de 2007, a FRPN ingressou na União das Forças da Resistência (UFR), mas permaneceu amplamente autônoma, deixando a UFR apenas alguns meses após ingressar nela. Durante seu tempo nesse movimento, recebeu 50-60 veículos do Sudão.
Durante a Batalha de Am Dam, o Chade retirou as tropas de sua guarnição na área de Tissi, a FRPN usou isso para capturar as aldeias de Tissi, Tamassi e Djahaname, e em seguida, colocar minas terrestres ao redor da área para se proteger. A FRPN atingiu o seu auge, numerando várias centenas de combatentes. 
Em 24 de abril de 2010, os militares chadianos atacaram a FRPN em Tamassi e, em 28 de abril, retomaram o controle de todas as áreas mantidas pelo grupo. Durante este ataque, a maioria dos seus combatentes foram mortos ou capturados, enquanto seu líder, Adoum, fugiu para a Europa. A FRPN continuou a operar na tríplice fronteira da República Centro-Africana, Chade e Sudão como uma pequena organização rebelde, e desde 2011, tem estado basicamente inativa. 